# Gare de Mutrécy
La gare de Mutrécy est une ancienne gare ferroviaire française de la ligne de Caen à Cerisy-Belle-Étoile, située sur le territoire de la commune de Mutrécy, dans le département du Calvados, en région Normandie.
Elle est mise en service en 1873 par la Compagnie des chemins de fer de l'Ouest et fermée à tout trafic en 1970.

## Situation ferroviaire
Établie à 12 m d'altitude, la gare de Mutrécy est située au point kilométrique (PK) 252,793 de l'ancienne ligne de Caen à Cerisy-Belle-Étoile, entre les gares de Feuguerolles - Saint-André et de Grimbosq.

## Histoire
La gare, alors appelée gare de Mutrécy-Clinchamps, est ouverte à partir du 15 mai 1873 par la Compagnie des chemins de fer de l'Ouest, bénéficiant de l'extension de la ligne Flers-Berjou vers Caen. Elle prend son nom actuel le 26 avril 1902.
Son exploitation est reprise en 1908 par la Compagnie des chemins de fer de l'État, puis en 1938 par la Société nationale des chemins de fer français (SNCF). Elle subit des bombardements en juillet et août 1944, surtout vers le 10 août, quand elle s'est retrouvée sur la ligne de front. La gare a été entièrement détruite, de même que le pont du Coudray tout proche. En 1945, elle fut cependant utilisée pour la réception de deux wagons d’aide humanitaire offerts par les habitants d’Yverdon-les-Bains en Suisse romande à l’intention des sinistrés d’Évrecy. Reconstruite dans les années 1950, de style "standard reconstruction", elle est exploitée jusqu’au 3 mai 1970.
De 1991 à 1993, la gare est utilisée dans le cadre de l’exploitation de trains touristiques. Depuis le début des années 2000, la plateforme ferroviaire est entretenue par les soins de l’Amicale pour la mise en valeur de la ligne Caen-Flers.

## AuXXIesiècle

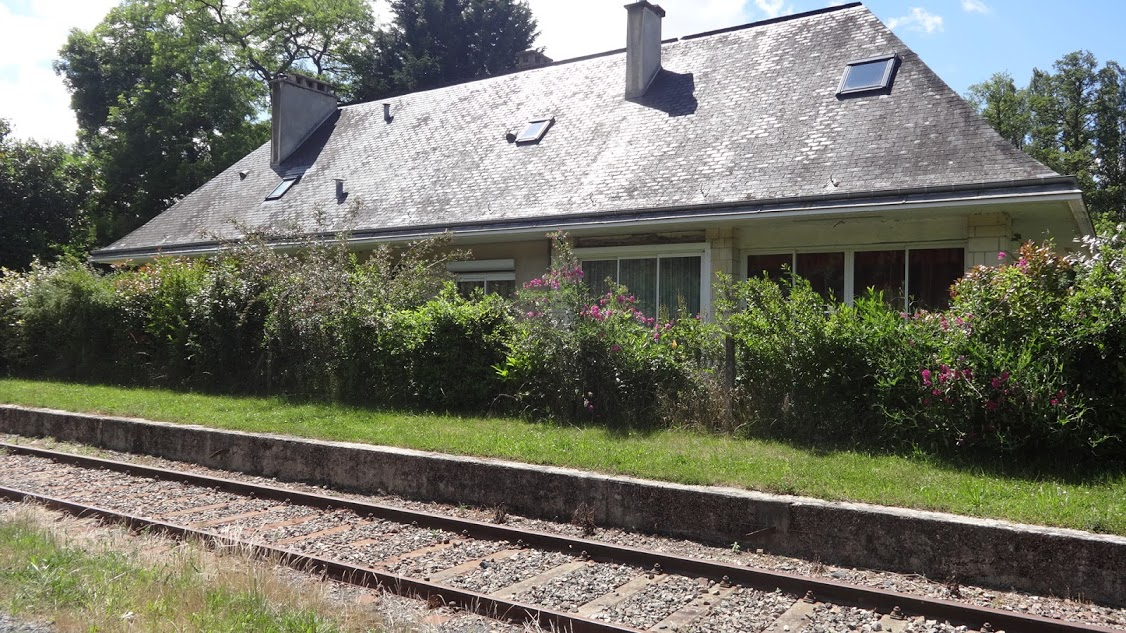
La gare côté quais

Reconstruit dans les années 1950, le bâtiment voyageurs est identique à celui de la gare de Thury-Harcourt.
Bien que située sur le territoire de Mutrécy, la gare est plus proche des bourgs d'Amayé-sur-Orne, auquel elle est reliée par le Pont du Coudray distant de quelques dizaines de mètres, et de Clinchamps-sur-Orne. Établie sur les bords de l'Orne, elle est toute proche de diverses guinguettes et restaurants. À quelques kilomètres au sud de la gare, se trouvent les viaducs de Pouquet et Sainte-Anne.

## Projet
Depuis 2005, la ligne fait l'objet d'un débat pour sa réouverture au service TER. Le 12 décembre 2006, le Conseil régional de Basse-Normandie prend la décision de sauvegarder la ligne.[réf. nécessaire]